# Vincent Rüfli
Vincent Rüfli (ur. 22 stycznia 1988 w Carouge) – szwajcarski piłkarz występujący na pozycji obrońcy w szwajcarskim klubie FC Sankt Gallen. W reprezentacji Szwajcarii zadebiutował w 2011 roku. Do tej pory rozegrał w niej jedno spotkanie (stan na 30.07.2012).